# Naoki Naruo
Naoki Naruo (鳴尾 直軌 Naruo Naoki?), född 5 oktober 1974 i Iwate prefektur, är en japansk före detta fotbollsspelare.
Naruo började sin karriär 1997 i Montedio Yamagata. Efter Montedio Yamagata spelade han för Sony Sendai, Albirex Niigata, Júbilo Iwata, Sanfrecce Hiroshima och Sagan Tosu. Han avslutade karriären 2004.